# Isis Holt
Isis Holt (3 de juliol de 2001) és una atleta paralímpica d'Austràlia que competeix en proves d'esprint T35. Està afectada per la condició de paràlisi cerebral. Holt va guanyar medalles d'or en els 100 i 200 m als Campionats Mundials d'Atletisme Paralímpic de 2015 i 2017. Als Jocs Paralímpics de Rio de Janeiro 2016, va guanyar dues medalles de plata i una de bronze.

## Vida personal
Holt va néixer el 3 de juliol de 2001 amb paràlisi cerebral, que afecta a ambdós costats del seu cos. Assisteix a l'escola en el Col·legi Secundari de Brunswick. Anteriorment va assistir a la Girls Grammar de Melbourne.

## Atletisme
Holt va començar a fer atletisme el 2014. Als Campionats Mundials d'Atletisme de 2014 a Doha, la seva primera gran competició a l'estranger, va guanyar medalles d'or en temps de rècord mundial en dos esdeveniments: el rècord mundial femení de 100 metres a T35 (13,63 (w: +2,0)) i el rècord mundial femení de 200 metres a T35 (28,57 (w: +1,5)). Al Gran Premi d'Atletisme del Comitè Paralímpic Internacional a Canberra, el 7 de febrer de 2016, va batre el seu rècord mundial de 200 metres a T35 en córrer 28. 38 (w: +0.2). Al Campionat d'Atletisme Australià de 2016 a Sídney, va trencar els rècords mundials en guanyar els 100 m i 200 m.
Als Jocs Paralímpics de Rio de Janeiro 2016, va guanyar medalles de plata en els 100 m T35 i 200 m T25 i una medalla de bronze en els 4 × 100 m de relleus T35-38.
Als Campionats Mundials d'Atletisme Paralímpic de 2017 a Londres, va guanyar les medalles d'or als 100 m T35 i 200 m T35. En guanyar els 100 m, va trencar el rècord mundial amb un temps de 13,43. Aquesta vegada va trencar el rècord mundial que anteriorment tenia per 0,14 segons. En guanyar els 100 m i 200 m, Holt va defensar els títols guanyats als Campionats Mundials de 2015. Dues setmanes abans de sortir per als Campionats Mundials va ser hospitalitzada amb amigdalitis.

### Rècords mundials
| Distancia        | Temps / Distancia | Ubicació               | Data                  |
| ---------------- | ----------------- | ---------------------- | --------------------- |
| 200 m femení T35 | 29.49             | Brisbane               | 29 de març de 2015    |
| 100 m femení T35 | 13.63 (w: +2.0)   | Doha                   | 29 de octubre de 2015 |
| 200 m femení T35 | 28.57 (w: +1.5)   | Doha                   | 24 de octubre de 2015 |
| 200 m femení T35 | 28.38 (w: +0.2)   | Canberra               | 7 de febrer de 2016   |
| 100 m femení T35 | 13.57 (w: -0.8)   | Sídney                 | 1 d'abril de 2016     |
| 200 m femení T35 | 28.30 (w: +1.1)   | Sídney                 | 3 d'abril de 2016     |
| 100 m femení T35 | 13.43 (+0.9)      | Londres                | 19 de juliol de 2017  |
| 100 m femení T35 | 13.37 (+0.8)      | Gold Coast, Queensland | 17 de febrer de 2018  |
| 100 m femení T35 | 13.36 (+0.5)      | Sídney                 | 17 de març de 2018    |

La seva filosofia és: «La meva capacitat és més gran que la meva discapacitat». Ella és entrenada a Melbourne per Nick Wall i un becari del Victorian Institute of Sport.